# 松尾佳
松尾 佳（まつお けい、1983年12月29日 - ）は日本の女性声優。2010年3月までマウスプロモーションに所属していた。千葉県出身。

## 出演

### テレビアニメ
- ロミオ×ジュリエット（2007年、娘）
- Yes!プリキュア5GoGo!（2008年、女子生徒）
- キャシャーン Sins（2008年、ロボット）

### ゲーム
- 偽りの輪舞曲（イグレイン、ユミルナ、コットン）
- クッキングママ みんなといっしょにお料理大会!
- 剣と魔法と学園モノ。2（フェアリー・男）
- ダブルダンジョン
- ピンキーストリート キラキラ☆ミュージックアワー
- planetarian 〜ちいさなほしのゆめ〜
- プリズム・アーク 〜プリズム・ハート エピソード2〜
- まほろばStories（土方ミーコ）
- 悠久の車輪

### ドラマCD
- 純愛エゴイスト
- プリンセスハーツ 〜麗しの仮面夫婦の巻〜

### 吹き替え
- オール・ザット!
- チャームド〜魔女3姉妹〜
- ネイキッド・ブラザーズ・バンド
- マンデラの名もなき看守（ナターシャ・グレゴリ）
- ミディアム 霊能者アリソン・デュボア（メラニー・ダヴォンポート）
- モール★コップ（マヤ・ブラート）
- モール・コップ ラスベガスも俺が守る!（マヤ・ブラート）

### 舞台
- 手塚治虫生誕80周年記念 銀と赤のきおく

### その他
- ベネッセ チャレンジ1年生